# Oldřich Kaiser

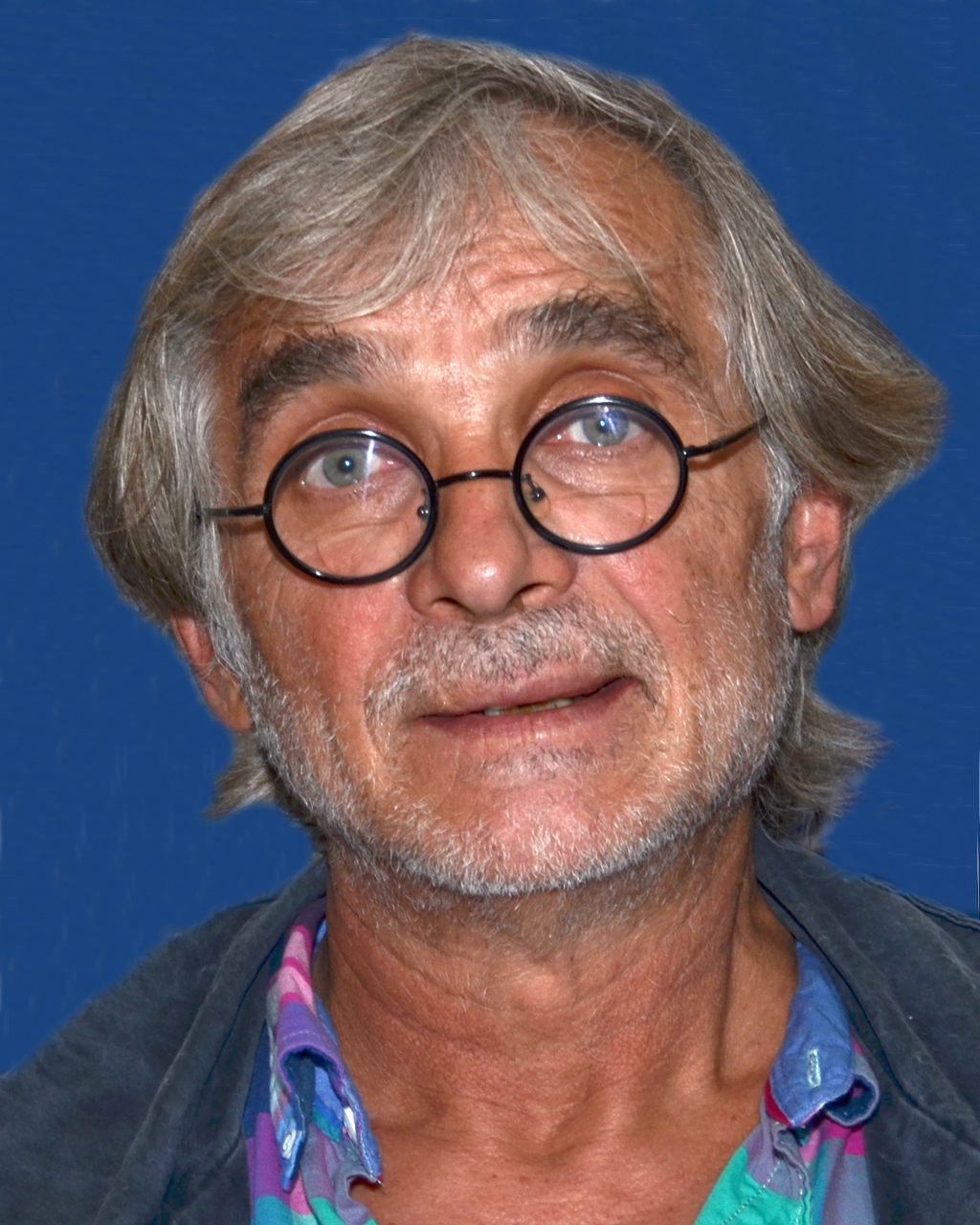
Oldřich Kaiser (2017)

Oldřich Kaiser (* 16. Mai 1955 in Liberec, Tschechoslowakei) ist ein tschechischer Schauspieler.

## Biografie
Oldřich Kaiser studierte Schauspiel am Brünner Konservatorium und an der Theaterfakultät der Akademie der Musischen Künste in Prag (DAMU), wo er 1978 seinen Abschluss machte. Von 1977 bis 1985 stand er auf der Bühne des Studio Ypsilon, wo er neben Schauspielern wie Jiří Lábus und Martin Dejdar Theater spielte. Von 1993 bis 1999 spielte er am Prager Národní divadlo. Sein Leinwanddebüt gab er in dem 1973 erschienenen und von Karel Kachyňa inszenierten Liebe an der Seite von Milena Dvorská und Jiří Pleskot. Für seine Darstellung des alten Jan Dítě in Jiří Menzels Historienfilm Ich habe den englischen König bedient wurde Kaiser bei der Verleihung des tschechischen Filmpreises Böhmischer Löwe 2007 als Bester Hauptdarsteller nominiert. Drei weitere Nominierungen folgten 2011 und 2012 als Bester Nebendarsteller für seine Darstellungen in Pouta (2010),  Odcházení (2011) und  Vendeta (2011).
Von 1980 bis 2005 war Kaiser mit der tschechischen Schauspielerin Naďa Konvalinková verheiratet. Gemeinsam sind sie Eltern der tschechischen Schauspielerin Karolína Kaiserová (* 1983).

## Filmografie (Auswahl)
- 1973: Liebe (Láska)
- 1976: Ein Spiegel für Kristine (Zrcadlo pro Kristýnu)
- 1978: Ein merkwürdiger Ausflug (Podivný výlet)
- 1980: Begegnung im Juli (Setkání v červenci)
- 1981: Das Krankenhaus am Rande der Stadt (Nemocnice na kraji města, Fernsehserie, sechs Folgen)
- 1984: Der Zauberrabe Rumburak (Rumburak)
- 1985: Bin ich etwa Oskar? (Já nejsem já)
- 1985: Der Rattenfänger von Hameln (Krysař)
- 1986: Die Tintenfische aus dem zweiten Stock (Chobotnice z II. patra)
- 1986: Mein Handel mit Hunden (Můj obchod se psy)
- 1988: Mein sündhafter Mann (Můj hříšný muž)
- 1988: Sagarmatha – Wagnis im ewigen Eis (Sagarmatha)
- 2001: Dark Blue World (Tmavomodrý svět)
- 2006: Ich habe den englischen König bedient (Obsluhoval jsem anglického krále)
- 2010: Habermanns Mühle (Habermannův mlýn)
- 2010: Pouta
- 2010: Kooky (Kuky se vrací)
- 2011: Odcházení
- 2011: Vendeta
- 2016: Der Verrat von München (Masaryk)
- 2017: Barfuß (Po strništi bos)
- 2020: The Man with Hare Ears
- 2024: Das Jahr des Gärtners (Zahradníkuv rok)

## Auszeichnungen
Český lev
- 2022: Auszeichnung als Bester Nebendarsteller (The Man with Hare Ears)[1]